# Kurt Kleinschmidt (Politiker)
Kurt Klaus Kleinschmidt (* 7. Februar 1967 in Hemau) ist ein deutscher Politiker (AfD). Er ist Landesvorsitzender der AfD Schleswig-Holstein und wurde 2025 in den Deutschen Bundestag gewählt.

## Leben
Kleinschmidt besuchte bis 1984 eine Realschule. Nach einer Lehre zum Beton- und Stahlbetonbauer begann er 1987 seinen Grundwehrdienst. Anschließend blieb er als Zeitsoldat und später als Berufssoldat bei der Bundeswehr. Er absolvierte mehrere Auslandseinsätze, darunter in Afghanistan und im Kosovo. Seit April 2022 ist er im Ruhestand. Kleinschmidt ist verheiratet, hat drei Kinder und lebt in Leck.

## Politik
Nach früherer Mitgliedschaft in der CSU trat Kleinschmidt 2015 in die AfD ein, da er mit dem starken Zustrom von Flüchtlingen nach Deutschland 2015 unzufrieden war. Er war von 2018 bis 2021 Mitglied im Kreistag Nordfriesland. Seit 2018 ist er Kreisvorsitzender der AfD in Nordfriesland, 2019 wurde er Beisitzer im Landesvorstand der AfD Schleswig-Holstein.
Bei der Landtagswahl in Schleswig-Holstein im Mai 2022 kandidierte Kleinschmidt auf Listenplatz 2 für die AfD. Die AfD scheiterte mit 4,4 % der Wählerstimmen an der Fünf-Prozent-Hürde und schied damit aus dem Landtag aus.
Am 27. August 2022 wurde Kleinschmidt zum Landessprecher der AfD Schleswig-Holstein gewählt. Der Posten war vorher mehrere Jahre lang unbesetzt gewesen.
Bei der Bundestagswahl 2025 trat er als Direktkandidat im Bundestagswahlkreis Nordfriesland – Dithmarschen Nord an und wurde auf Platz 1 der Landesliste der AfD Schleswig-Holstein ins Parlament gewählt.

## Politische Positionen
Kleinschmidt setzt sich für die Eindämmung der Migration nach Deutschland und für die Wiedereinführung der Wehrpflicht ein. In seinem Wahlkreis will er die Wirtschaft stärken und die Straßen- und Schieneninfrastruktur verbessern. Bemühungen der Regierung, den Bau von Windkraftanlagen zu forcieren, lehnte er als „Windkraftlobbyismus“ und „fehlgeleiteten Umweltschutz“ ab.
Er sprach sich gegen eine Corona-Impfpflicht aus.

## Kontroversen
Kleinschmidt wurde mehrfach mangelnde Abgrenzung von der als „gesichert rechtsextrem“ eingestuften Jungen Alternative vorgeworfen. In einem Interview mit dem NDR bezeichnete er diese Einstufung als „eindeutig politisch gesteuert“, und er ließ seine Wahlkampfstände für die Bundestagswahl 2025 von Mitgliedern der Jugendorganisation beschützen.
Ende 2023 zeigte er im Kreistag Nordfriesland auf seinem Laptop einen Aufkleber mit der Aufschrift „Es ist okay, weiß zu sein“. Vorwürfe, der Spruch werde in der rechtsextremen Szene verwendet, wies er zurück: Er wisse nicht um die Herkunft des Spruches, es sei „kein politisches Statement“.